# Keys to Ascension 2
A Keys to Ascension 2 egy 1997-es dupla Yes-koncertalbum, az egy évvel korábbi Keys to Ascension folytatása. Ez az együttes utolsó lemeze, melyen Rick Wakeman is játszik.
Hasonlóan "elődjéhez", ezen az albumon is van néhány koncertfelvétel, mégpedig az első lemezen (1996. március, San Luis Obispo, Kalifornia), de eltérve attól az egész második lemez új számokat tartalmaz, melyeket ugyanakkor vettek fel (1995 ősze – 1996 tavasza), mikor a Keys to Ascension stúdiószámait rögzítették.

## Számok listája

### Első lemez
1. I've Seen All Good People – 7:15
  1. Your Move
  2. All Good People
2. Going for the One – 4:59
3. Time and a Word – 6:23
4. Close to the Edge – 19:41
  1. The Solid Time of Change
  2. Total Mass Retain
  3. I Get Up I Get Down
  4. Seasons of Man
5. Turn of the Century – 7:55
6. And You And I – 10:50
  1. Cord of Life
  2. Eclipse
  3. The Preacher the Teacher
  4. Apocalypse

### Második lemez
1. Mind Drive – 18:37
2. Foot Prints – 9:07
3. Bring Me to the Power – 7:23
4. Children of Light – 6:03
  1. Children of Light
  2. Lifeline
5. Sign Language – 3:28

## Zenészek listája
- Jon Anderson – ének
- Chris Squire – basszusgitár
- Steve Howe – gitár
- Alan White – dob
- Rick Wakeman – billentyűs hangszerek